# Bibliografia Polska

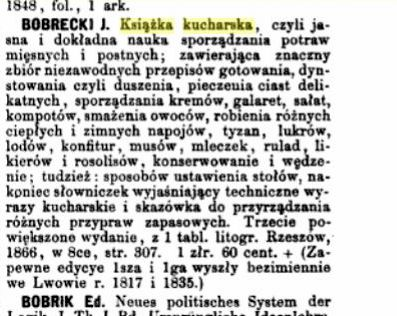
Wybrane hasło z tomu z Bibliografii Polskiej

Bibliografia Polska – retrospektywna bibliografia druków wydanych na terenie Polski i dotyczących Polski od początków drukarstwa do XIX wieku, którą zainicjował i opracowywał Karol Estreicher oraz jego potomni i inni współpracownicy, wydawana od 1869 roku; w różnych seriach ukazało się łącznie 58 tomów; część polskiej bibliografii narodowej.

## Geneza
Polscy naukowcy po rozbiorach Polski w dużej mierze zajęli się ratowaniem polskiego dziedzictwa, w tym opisywaniem i rejestrowaniem materiałów dotyczących Polski. Polska bibliografia w XIX wieku niestety przeżywała zastój, upadły projekty Jochera, Wiszniewskiego i Maciejowskiego. Projektami bibliograficznymi zajmowali się dorywczo księgarze, nie istniały instytucje państwowe, które zajmowałyby się polską bibliografią. Jedynie austriacka bibliografia narodowa, której wydawanie rozpoczęto w 1853 roku odnotowywała w znikomym stopniu polskie piśmiennictwo.  
Dyrektor Biblioteki Jagiellońskiej, Józef Muczkowski zdawał sobie jednak sprawę ze znaczenia bibliografii narodowej i zalecał wydawanie dykcjonarza bibliograficznego.   

## Historia
Karol Estreicher rozpoczął zbieranie materiałów bibliograficznych jako dwudziestolatek, od 1848 roku i kontynuował przez całe późniejsze życie  – łącznie 60 lat. Początkowo szukał uzupełnień do spisów bibliograficznych Feliksa Jana Bentkowskiego, Adama Jochera i Michała Wiszniewskiego. Głównymi czynnikami motywującego go do tej pracy było przekonanie o przydatności bibliografii do badań historycznych, kulturoznawczych, literaturoznawczych oraz chęć zaprezentowania światu polskiego dorobku piśmienniczego. Estreicher chciał także udowodnić, że polskie piśmiennictwo istnieje nie tylko we Lwowie, ale także Warszawie.
Walenty Rafalski wydał Katalog ogólny książek polskich drukowanych od roku 1830 do 1850 w Lipsku w 1852 roku, a H.W. Kallenbach opublikował Katalog książek polskich drukowanych od 1850 do końca r. 1855 w 1856 roku. Oba dzieła zostały przez Estreichera uzupełnione i utworzyły pierwotny rękopis Bibliografii Polskiej XIX stulecia, którą autor początkowo nazwał Katalogiem książek polskich.
Estreicher przeniósł się w 1855 roku do Lwowa, gdzie znajdowały się bogate zbiory biblioteczne (Ossolineum, biblioteka Baworowskich, biblioteka uniwersytecka), obszerniejsze niż te dostępne w Bibliotece Jagiellońskiej. Porozumiał się z redaktorem „Gazety Lwowskiej” oraz uzyskał poparcie Gołuchowskiego dla swojego projektu bibliograficznego, który miał obejmować minione dziesięciolecie. Efektem była pierwsza większa praca bibliograficzna Estreichera pt. Piśmiennictwo w Galicji, wydano ją w dodatku „Rozmaitości” do „Gazety Lwowskiej” w latach 1859–1860. Kolejny projekt, tym razem podjęty dla samego siebie, miał objąć polską bibliografię za lata 1810–1860, która byłaby mu przydatna do pisania dowolnych prac naukowych. 
Publikacja pt. Piśmiennictwo w Galicji zainteresowała warszawskiego księgarza Celsa Lewickiego, który zamówił u Estreichera katalog polskich książek od 1830 roku w układzie abecadłowym i przedmiotowym. Estreicher pracował nad tym zadaniem przed 10 miesięcy, rozszerzył zakres chronologiczny do 1800 roku. Praca nad dziełem była na tyle czasochłonna, że zatrudnił kilku kopistów do przepisywania tytułów na kartki, a następnie przepisywanie opisów kartkowych na arkusze. Źródła do bibliografii stanowiły m.in. katalogi dużych lwowskich bibliotek, katalogi księgarskie i notaty autorstwa A. Brzeziny, K. Jabłońskiego, J. Milikowskiego. Swoje spisy porównywał z katalogami biblioteki Ossolińskich, biblioteki Odnowskiej we Lwowie, biblioteki Dzieduszyckiego, biblioteki w Petersburgu, porównywał je także z niemieckimi katalogami i innymi źródłami.
W 1862 roku bibliografia za lata 1800–1862 była w przekonaniu Estreichera ukończona i objęła 30 000 tytułów. Okoliczności niezależne od zamawiającego i autora przeszkodziły w publikacji pracy. Wydania podjął się Samuel Orgelbrand w 1862 roku pod warunkiem braku wypłaty honorarium. Do publikacji nie doszło, gdyż wybuchło powstanie styczniowe w 1863 roku. 1 maja 1862 roku Estreicher jako członek Towarzystwa Naukowego Krakowskiego przedstawił referat dotyczący jego projektu na posiedzeniu Oddziału Nauk Moralnych w Krakowie, zaprezentował dwa tomy rękopisu bibliografii (autorzy od A do F), określił plan pracy nad bibliografią od 1600 roku. Rozszerzony tekst referatu ukazał się w „Bibliotece Warszawskiej” w 1862 roku. 
W listopadzie 1862 roku Estreicher przeprowadził się do Warszawy, gdzie kontynuował pracę nad bibliografią w oparciu o zasoby bibliotek warszawskich. Bibliografia Polska XIX stulecia została ukończona w 1868 roku, jednak kurator warszawskiej Szkoły Głównej nie dopuścił do jej publikacji z powodów politycznych. Estreicher przeniósł się do Krakowa pod koniec 1868 roku, gdzie rozpoczął druk swojego dzieła rok później. Praca nad bibliografią XIX wieku zbiegała się z gromadzeniem materiałów do części poświęconej drukom wcześniejszym, czego efektem jest tzw. mały Estreicher czyli Bibliografia Polska XV-XVI stulecia wydana w 1875 roku.
Nakładem Spółki Księgarzy Polskich w latach 1906–1916 ukazały się uzupełnienia Bibliografii XIX wieku, czyli tzw. seria IV.
Prace nad bibliografią kontynuował syn Karola, Stanisław Estreicher (opracował i wydał tomy 23–33 serii III) oraz jego wnuk Karol Estreicher, który wydał pierwszy zeszyt 34. tomu w 1951 roku i powołał Pracownię Bibliografii Estreichera w 1954 roku, a od 1959 roku wydawał scaloną i uzupełnioną Bibliografię polską XIX stulecia. Nad bibliografią pracowali także Jan Szlachtowski z Biblioteki Ossolineum i historyk Józef Szujski. Edycja staropolskiej części Bibliografii Polskiej została przerwana w 1951 roku, kiedy to ubezwłasnowolniono Polską Akademię Umiejętności, wydaniu patronował następnie Uniwersytet Jagielloński.
Pracownia Bibliografii Estreichera powołana dla stworzenia nowej edycji bibliografii XIX wieku została przekształcona w Pozawydziałowy Zakład Bibliografii XIX wieku im. Karola Estreichera (Seniora), a następnie w Zakład Bibliografii Polskiej im. Karola Estreichera, który Wacław Walecki przekształcił w Centrum Badawcze Bibliografii Polskiej Estreicherów.

## Publikacja
Estreicher po przeprowadzce do Krakowa około 1868 roku uzyskał poparcie dla swojego projektu wśród Komisji Bibliograficznej Towarzystwa Naukowego Krakowskiego. Fundusze zebrał zwłaszcza zastępca przewodniczącego tejże komisji, dr Franciszek Nowakowski. Przedpłata na drukowaną Bibliografię została ogłoszona 14 października 1869 roku w „Czasie”. Udało się pozyskać około 200 prenumeratorów, zwłaszcza z obszaru zaboru rosyjskiego, byli to głównie księgarze, ludzie nauki, kolekcjonerzy, a także biblioteki.
Bibliografia była wydawana od jesieni 1869 roku z datą 1870. Ukazywała się w zeszytach, pierwszy tom miał karty tytułowe w języku polskim i francuskim, nosił tytuł: Bibliografia Polska. 120 000 druków. Część I Stolecie XIX. Katalog 50 000 druków polskich lub Polski dotyczących od roku 1800, ułożony abecadłowo według autorów i przedmiotów, z wyrażeniem cen księgarskich przez K. Estreichera. Pierwsze tomy ukazały się w niskim nakładzie około 500 egzemplarzy. 4. zeszyt ukazał się w 1871 roku z nowym tytułem: Bibliografia Polska XIX stulecia przez K. Estreichera. Tom I (A–F) z datą 1872. Karolowi Estreicherowi udało się wydać 22 tomy Bibliografii Polskiej (seria I, II, IV oraz tomy 12-22 z serii III). 
Ukazało się łącznie 58 tomów w różnych seriach (stan na 2014 rok). Centrum Badawcze Bibliografii Polskiej Estreicherów utworzyło internetowy projekt Elektronicznej Bazy Bibliografii Estreichera (EBBE), gdzie scalono wszystkie serie, dodatki i uzupełnienia. Dzieło Estreicherów jest dostępne jako klasyczna baza danych. Projekt był finansowany z Narodowego Programu Rozwoju Humanistyki.

## Budowa
Bibliografia obejmuje druki wydane na historycznym terenie Polski oraz dotyczące Polski. Zasięg chronologiczny rozciąga się od początków polskiego drukarstwa do 1900 roku.
Oprócz samego spisu publikacji, bibliografia podaje daty życia ich autorów oraz literaturę przedmiotu dotyczącą poszczególnych wydawnictw w układzie alfabetycznym i chronologicznym. Karol Estreicher zastosował układ krzyżowy: hasła przedmiotowe są zestawione obok autorskich. Dzieło poza byciem retrospektywną bibliografią narodową jest także bibliografią krytyczną z licznymi adnotacjami bibliograficznymi co nadaje jej cechy pracy naukowej nad historią piśmiennictwa i kultury polskiej. Porządek nie jest jednolity, praca ukazywała się w kilku ciągach zwanych seriami.
Układ:
- Seria I (tomy 1–7) – obejmuje okres od 1800 do 1880 roku w układzie alfabetycznym krzyżowym[35]
- Seria II (tomy 8–11) – obejmuje okres od 1474 do 1889 roku w układzie chronologicznym[35]
- Seria III (tomy 12–36[36]) – obejmuje okres od 1474 do 1799 roku w układzie alfabetycznym krzyżowym[35]
- Seria IV (tomy I–IV) – obejmuje okres od 1880 do 1900 roku oraz uzupełnienia za lata 1800–1880 w układzie alfabetycznym krzyżowym[35]
- „mały Estreicher” – tom wydany przed Bibliografią Polską dotyczący druków z XV i XVI wieku w układzie chronologicznym (część 1) i alfabetycznym (część 2)[35]
- katalog – tom dodatkowy na wystawę w Wiedniu za lata 1871–1872 w układzie alfabetycznym[35]
- reedycja (tomy I–…) – obejmuje XIX wiek, scala i uzupełnia dane z serii I i IV w układzie alfabetycznym krzyżowym[35], wychodzi od 1959 roku[37], ukazały się 22 tomy (ostatni „Kraszewski Józef Ignacy” w 2021 roku)[36]